# Donald Evans
Donald Louis Evans, född 27 juli 1946 i Houston, Texas, är en amerikansk politiker och affärsman. Han tjänstgjorde som USA:s handelsminister 2001–2005. Han är en av George W. Bushs närmaste vänner.
Evans studerade vid University of Texas at Austin. År 1969 avlade han kandidatexamen i maskinteknik och 1973 Master of Business Administration. Han var verkställande direktör för energiföretaget Tom Brown, Inc. från 1985 fram till utnämningen som handelsminister. Han arbetade för Bushs guvernörskampanjer i Texas 1994 och 1998. Han var ordförande i Bushs kampanj i presidentvalet i USA 2000. Efter valet utnämnde Bush Evans till USA:s handelsminister. Han tjänstgjorde i Regeringen George W. Bush fram till slutet av Bushs första mandatperiod som USA:s president.
Noah Wyle har rollen som Donald Evans i Oliver Stones film W.